# Международный университет Кампалы
Международный университет Кампалы (англ. Kampala International University, KIU) — частное некоммерческое учреждение высшего образования в Уганде. 

## Обзор
Университет управляет системой из двух кампусов в Уганде (главный кампус в Кампале и западный кампус в Ишака-Бушеньи), университета в Дар-эс-Саламе, Танзания, и в Найроби, Кения, является членом Ассоциации университетов Содружества, Ассоциации университетов Африки, а также Межуниверситетского совета Восточной Африки, проводит образовательные программы в области здравоохранения, науки и технологий, инженерии, бизнеса и менеджмента, права, гуманитарных наук и образования.

## Расположение
Главный кампус университета находится в Кансанге, округе Макиндье в юго-восточной части Кампалы, столицы и крупнейшего города Уганды. Протяженность кампуса составляет около 7 километров (4,3 миль) к юго-востоку от центрального делового района Кампалы, вдоль дороги на Ггабу. Западный кампус Международного университета Кампала расположен в Ишаке, округ Бушеньи, примерно 328 километров (204 миль), по дороге, к юго-западу от Кампалы. Третий кампус в Дар-эс-Саламе, Танзания, расположен на 100 акров (40 га) в районе Гонголамбото в округе Илала, вдоль дороги Пугу, в семи километрах от международного аэропорта имени Джулиуса Ньерере.

## История
Университет был основан в 2001 году. Организация была зарегистрирована в марте 2009 года. Руководителями университета являются: Вице-канцлер Мухаммед Мпезамихиго, Заместитель вице-канцлера по финансам и администрации Джанис Дезире Бусингье, Заместитель проректора Западного кампуса KIU, Патрик Кьяманива, Заместитель проректора по вопросам консалтинга и развития инноваций в исследованиях, Чуквуэмека Джуд Диджи.

## Факультеты
Главный кампус — крупнейший из кампусов университета. В нём обучается более 7000 студентов и работает более 300 преподавателей, состоит из трех колледжей, трех школ и одного управления: Педагогический колледж, Колледж гуманитарных наук, Колледж экономики и управления, Юридический факультет, Факультет вычислительной техники и информационных технологий, Факультет гуманитарных наук, Управление высших ученых степеней и исследований. Западный кампус в Ишаке имеет 4 школы и 1 факультет: Факультет инженерии и прикладных наук, Факультет смежных медицинских наук, Факультет биомедицинских наук, Факультет сестринского дела и Факультет клинической медицины и стоматологии.
Факультет медицинских наук расположен в западном кампусе. Школа является одной из семи медицинских школ Уганды и первой частной медицинской школой в стране. Школа предлагает программы в области медицины, стоматологии, сестринского дела, медицинских лабораторных технологий, образования, бизнеса, управления и информационных технологий. В школе имеется учебная больница на 1200 коек.

## Расследование
В 2013 году Национальный совет Уганды по высшему образованию (англ. Ugandan National Council for Higher Education) начал расследование с целью выяснить, соответствовали ли присужденные университетом 42 степени доктора философии требованиям совета. В результате расследования в ноябре 2013 года совет заявил, что доктора наук были законными.